# Gare de Luttenbach-près-Munster
Gare de Luttenbach-près-Munster – przystanek kolejowy w miejscowości Luttenbach-près-Munster, w departamencie Górny Ren, w regionie Grand Est, we Francji. Jest zarządzany przez SNCF i obsługiwany przez pociągi TER Grand Est. 

## Położenie
Znajduje się na linii Colmar – Metzeral, na km 19,686 między stacjami Munster i Breitenbach, na wysokości 403 m n.p.m.

## Linie kolejowe
- Linia Colmar – Metzeral